# Troisième bataille de Brega
 (mai 2011).
Si vous disposez d'ouvrages ou d'articles de référence ou si vous connaissez des sites web de qualité traitant du thème abordé ici, merci de compléter l'article en donnant les références utiles à sa vérifiabilité et en les liant à la section « Notes et références ».
Guerre civile libyenne
Batailles
- 1re Benghazi
- El Beïda
- Derna
- 1re Tripoli
- Misrata
- 1re Zaouïa
- Djebel Nefoussa (1re Dehiba
- 2e Dehiba
- Gharyan)
- 1re Brega
- 1re Ras Lanouf
- 1re Ben Jawad
- 2e Ras Lanouf
- 2e Brega
- 1re Ajdabiya
- 2e Benghazi
- 2e Ajdabiya
- 1re golfe de Syrte
- 3e Brega
- Al Jawf
- Front de Misrata (Zliten
- Tawarga
- 2e Zaouïa
- 4e Brega
- Fezzan
- Birak)
- 5e Brega
- 3e Zaouïa
- 2e Tripoli
- 2e Sebha
- 2e golfe de Syrte (Syrte)
- Offensive de Bani Walid (Tarhounah - Bani Walid)

- Intervention militaire de l’OTAN
- Opération Ellamy (Royaume-Uni)
- Opération Harmattan (France)
- Opération Odyssey Dawn (États-Unis)
- Opération Mobile (Canada)

La troisième bataille de Brega est une bataille qui a eu lieu en Libye du 2 au 11 avril 2011 pendant la guerre civile libyenne.

## Déroulement

### Attaque des rebelles
Le 2 avril les insurgés reprennent Brega, mais sont vite repoussés. Le 3 avril les rebelles contre-attaquent vivement, mais le peu de coordination avec la coalition permet aux loyalistes de repousser les rebelles. Le 4 avril, la contre-attaque est repoussée tout aussi facilement. La plus importante, le 5 avril permet la reprise de la ville  après de violents combats ayant fait près de 250 morts dans les deux camps. Le 6 avril les rebelles reculent et abandonnent la ville.

### Avancée des loyalistes
Dès le 7 avril, les loyalistes reprennent du terrain en direction d'Ajdabiyah. Saadi Kadhafi a envoyé 800 mercenaires tchadiens vers l'est et le 9 avril des roquettes ont explosé à Ajdabiyah. Les rebelles quant à eux massent leurs troupes dans cette ville pour mener une contre-attaque. Le 10 avril l'avant-garde loyaliste recule vers Brega et le jour même Saadi Kadhafi retourne à Tripoli.

### Ultime contre-attaque des rebelles
Le 11 avril la dernière contre-offensive des rebelles est un échec, pourtant au matin lors du commencement de l'attaque les 600 loyalistes présents dans Brega sont repoussés en désordre. Pour une fois les tirs de la coalition semblent coordonnés avec l'attaque rebelle. À midi, la plus grande partie de la ville est  occupée par les rebelles, mais Abou Bakr Younès Jaber arrive avec des renforts et les repousse. Finalement au soir les rebelles se retirent définitivement vers Ajdabiyah.